# Aitor Garmendia
Aitor Garmendia Arbilla (Isasondo, Guipúscoa, 3 de março de 1968) é um ex-ciclista espanhol que foi profissional entre 1990 e 2003.
Estreiou como profissional no Banesto, onde permaneceu até 1995. Depois de dois anos na ONZE, voltou a Banesto e finalizou sua carreira no Team Coast (2001-2003).
Correu 8 Voltas a Espanha, 6 Tours de France e 1 Giro de Itália, ainda que consegui sempre resultados discretos nestas competições. Participou no Mundial de ciclismo de 1995. Além das vitórias que obteve na sua carreira, subiu também ao pódio na Volta à Catalunha, Volta a Aragão, Volta à Alemanha, Corrida da Paz, Campeonato da Espanha, Volta à Andaluzia e Bicicleta Basca. Destacou no contrarrelógio.

## Palmarés
| Aficionado - 1988 - Volta a Palencia - 1989 - Volta a Palencia Profissional - 1990 - Grande Prêmio de Lódio - 1994 - G.P. A Capital - 3.º no Campeonato da Espanha Contrarrelógio - 1 etapa da Volta à Catalunha - 1995 - 3.º no Campeonato da Espanha Contrarrelógio - 1 etapa do Troféu Castela e Leão - 1996 - 1 etapa da Volta a Aragão - Clássica de Ordizia - 1997 - 1 etapa do Critérium Internacional - Volta a Aragão, mais 1 etapa - Volta ao Alentejo, mais 1 etapa - Volta a Galiza, mais 1 etapa | - 1998 - Volta a Aragão, mais 1 etapa - Volta a Castela e Leão, mais 1 etapa - 2000 - 1 etapa da Bicicleta Basca - 2001 - 3.º no Campeonato da Espanha em Estrada - 2002 - 1 etapa da Volta à Alemanha - 1 etapa da Volta à Catalunha |

## Resultados em Grandes Voltas e Campeonato do Mundo
Durante a sua carreira desportiva conseguiu os seguintes postos nas Grandes Voltas e no Campeonatos do Mundo em estrada:
| Corrida            | Corrida            | 1990 | 1991 | 1992  | 1993 | 1994 | 1995 | 1996 | 1997  | 1998 | 1999 | 2000 | 2001 | 2002 | 2003  |
| ------------------ | ------------------ | ---- | ---- | ----- | ---- | ---- | ---- | ---- | ----- | ---- | ---- | ---- | ---- | ---- | ----- |
|                    | Giro d'Italia      | —    | 89.º | —     | —    | —    | —    | —    | —     | —    | —    | —    | —    | —    | —     |
|                    | Tour de France     | —    | —    | 108.º | Ab.  | —    | 95.º | 35.º | 63.º  | —    | —    | —    | —    | —    | 70.º  |
|                    | Volta a Espanha    | —    | —    | 46.º  | Ab.  | 72.º | —    | —    | 121.º | Ab.  | —    | —    | Ab.  | 85.º | 122.º |
| Mundial em Estrada | Mundial em Estrada | —    | —    | —     | —    | —    | Ab.  | —    | —     | —    | —    | —    | —    | —    | —     |

—: Não participa

Ab.: Abandono

## Equipas
- Banesto (1990-1995)
- ONZE (1996-1997)
- Banesto (1998-2000)
- Coast/Bianchi (2001-2003)
  - Team Coast-Buffalo (2001)
  - Team Coast (2002-2003) (até maio)
  - Team Bianchi (2003)